# Ikalamavony
Ikalamavony – miasto w środkowej części Madagaskaru, w prowincji Fianarantsoa. W 2005 roku liczyło 15 593 mieszkańców.